# Ray Phiri
 (mars 2019).
Le contenu est difficilement compréhensible vu les erreurs de traduction, qui sont peut-être dues à l'utilisation d'un logiciel de traduction automatique.
Raymond Chikapa Enock Phiri, dit Ray Phiri, né le 23 mars 1947 près de Nelspruit dans le Transvaal oriental (actuel Mpumalanga) en Afrique du Sud et mort le 12 juillet 2017 à Nelspruit des suites d'un cancer du poumon, est un musicien sud-africain de jazz, de fusion et de mbaqanga, un style de musique sud-africaine aux racines zoulous. 
Ray Phiri a collaboré avec Paul Simon et Ladysmith Black Mambazo sur le projet Graceland de Simon en 1985 et est devenu le membre fondateur du groupe des Cannibals dans les années 1970. Après la dissolution des Cannibals, il fonda Stimela, avec lequel il composa des albums classés disques d'or et de platine, comme Fire, Passion et Ecstacy (1982), Regarde, écoute et décide (1986)[réf. nécessaire].

## Biographie
Son père, Thabethe Phiri, était un travailleur immigré malawite et guitariste sud-africain surnommé Just Now Phiri.
En 1985, le compositeur-interprète américain Paul Simon sollicite Ray, et Ladysmith Black Mambazo ainsi que d'autres musiciens sud-africains pour qu'ils le rejoignent dans son projet Graceland. C'est ainsi que Ray Phiri a collaboré au huitième album studio The Rhythm of the Saints, publié le 16 octobre 1990 sur Warner Bros, album qui a eu une audience très favorable dans plus de 30 pays.
En 1990 et en 1991, Ray Phiri a participé à la tournée de Paul Simon y compris au concert donné en août 1991, dans Central Park, et à New York au Madison Square Garden. Il fut également invité dans Saturday Night Live et dans d’autres grandes émissions de télévision aux États-Unis. La tournée s'est terminée au début de 1992 par des concerts donnés en Afrique du Sud à Johannesbourg, au Cap, à Port Elizabeth et à Durban. En 2012, Paul Simon a organisé une tournée européenne du 25e  anniversaire de Graceland, à laquelle Phiri a également apporté son concours.
La vie et la carrière musicale de Raymond Chikapa Enock Phiri ont été gravement perturbées par les nombreux événements tragiques qui l'ont frappé. Il a été grièvement blessé en 1987 dans un accident qui a coûté la vie au meneur de son orchestre ainsi qu'à six de ses musiciens, et en 2003 sa conjointe est également décédée dans un accident de voiture.
Un cancer du poumon lui a été diagnostiqué le 12 juillet 2017, il est décédé à l'âge de 70 ans dans un hôpital de Nelspruit. Un hommage fut rendu à sa mémoire dans le stade Mbombela de Nelspruit le 20 juillet 2017 où ses obsèques furent célébrées 2 jours plus tard, le 22 juillet 2017.

## Distinctions
Phiri a reçu de nombreux prix en reconnaissance de sa contribution à l'industrie de la musique, dont l'échelon argent de l'Ordre de l'Ikhamanga, que lui a décerné le président sud-africain. Il s'agissait de rendre hommage à sa contribution remarquable à l'industrie musicale sud-africaine et à l'utilisation réussie des arts comme instrument de transformation sociale.

## Discographie
- 1982 : Fire, Passion and Ecstasy
- 1983 : Rewind
- 1985 : Shadows, Fear and Pain
- 1986 : Look, Listen and Decide
- 1987 : Unfinished Story
- 1989 : Trouble in the Land of Plenty
- 1996 : Out of the Ashes
- 2000 : Steam Tracks (best of)
- 2001 : Live at the Market Theatre – 1st Half (live)
- 2002 : The 2nd Half (live)
- 2010 : A Lifetime…
- 2011 : Turn on the Sun